# (15506) Preygel
(15506) Preygel (1999 RX132) – planetoida z pasa głównego asteroid okrążająca Słońce w ciągu 3,66 lat w średniej odległości 2,37 j.a. Odkryta 9 września 1999 roku.